# Znamenskoje, Kaliningrad oblast
Znamenskoje (ryska Знаменское, tyska Preußisch Wilten eller Snamenskoje) är en by i exklaven Kaliningrad oblast i Ryssland. Folkmängden uppgår till cirka 100 invånare.